# Coronel Belisle
Coronel Belisle (o simplemente Belisle) es una ciudad del departamento Avellaneda, en la provincia de Río Negro, Argentina.
Se encuentra sobre la RN 22, en la costa norte del Río Negro.
El decreto de creación de la Comisión de Fomento (hoy municipio) de igual nombre le fija una superficie de 8.497 hectáreas (84,97 km²) y fija sus límites territoriales.

## Población
Contó con 1,764 habitantes (Indec, 2010), lo que representó un incremento del 13,5% frente a los 1,553 habitantes (Indec, 2001) del censo anterior.
El censo 2022 arrojó 702 viviendas con una población estable de 1.922 habitantes en el municipio.
| Gráfica de evolución demográfica de Coronel Belisle entre 1991 y 2022 |
|                                                                       |
| Fuente: Censos nacionales del INDEC                                   |

## Toponimia
La villa lleva el nombre del Coronel Pablo Belisle, que ingresó al ejército como soldado en épocas de la guerra del Paraguay. Ocupó diferentes puestos militares, participó en la Campaña al Desierto y tuvo intervención en la Revolución del ' 80 como jefe del escuadrón escolta del presidente Avellaneda. Había nacido en el departamento Pocho, al oeste de la provincia de Córdoba en el año 1850, sinedo hijo de Eugenio Belisle y de Josefa Güemes Echegaray, nieto paterno del Comandante Juan de la Cruz Güemes Campero; contrajo nupcias en dos oportunidades, la primera con Cruz Álvarez, y la segunda en Córdoba, con Constancia Roque Güemes, quien era pariente de él.

## Cultura
En diciembre de cada año, se realiza la Fiesta Provincial de la Semilla de Alfalfa, se realiza junto con el aniversario de la localidad